# WINDOW (SPECIAL OTHERSのアルバム)
『WINDOW』（ウィンドウ）は、2015年10月14日にSPECIAL OTHERSがSPEEDSTAR RECORDSからリリースした6枚目のフル・スタジオ・アルバム。規格品番：VIZL-857（DVD付初回限定盤）VICL-64397（通常盤）。

## 概要
本作はオリジナル・アルバムとしては『Have a Nice Day』から約3年ぶりとなるアルバムである。SPECIAL OTHERSの作品では初めてデスクトップミュージックを導入した作品であり、ドラムの宮原は本作を制作したきっかけとして、「2014年10月8日にSPECIAL OTHERS ACOUSTIC名義で発表した『LIGHT』でアコースティックと向き合った結果、エレクトリックの楽しさを再確認できた」とナタリーの大谷隆之とのインタビューの中で述べている。初回限定盤にはSPECIAL DVD「デビュー10年のキセキ 〜大車輪〜」を同梱。

## 収録曲
1. LIGHT
  - リードトラックに『LIGHT』と同じ曲を置いたことについて、ドラムの宮原は前述のインタビューの中で、「レコーディング後に曲順を考える際、たまたま『LIGHT』のイントロの1音が華々しく、冒頭にふさわしいと思っただけ。ただ、前作と同じ曲を冒頭に持ってくることで、前作との対比と関連が生まれたので結果オーライだったかなと思っている。」と述べている[4]。
2. I'LL BE BACK
  - MVではメンバーがコスプレをしている。
3. TWO JET
4. neon
5. Celesta Session
6. SPE TRAIN
7. Good Luck
  - MVではメンバー4人がサッカーのユニフォームを着て地元・横浜市の商店街を歩いている。元々本曲のMVは制作予定がなく、急遽決まった[4]。
8. Backstreet
  - メンバーの芹澤が「ちょっとヒップホップっぽいニュアンスを出せた」と語っており、制作中「ラップグループのトラックメイカーが自分のサイドプロジェクトで出した12インチシングルの2曲目に収録されてるような曲」というイメージがあったという[3]。
9. Week
10. Marimba Session
11. WINDOW
  - 表題曲。本曲をレコーディングした夜、宮原の車が故障しており、柳下の車で帰っていた際に助手席から様々な家の窓を眺め感銘を受け、楽曲のタイトルがアルバム・タイトルでもあるWINDOWとなった[5]。